# Удовині моряки
Удовині моряки (англ. Widow's man — чоловік удови) — фіктивні (померлі) моряки серед членів команд кораблів військового флоту Великої Британії в період з XVIII століття до 1823 року.

## Історія
Для офіцерів Королівського військово-морського флоту 1732 року почав роботу Благодійний фонд для виплат пенсій вдовам офіцерів (англ. Charity for the payment of pensions to the widows sea of officers).
Для того щоб фінансово підтримати сім'ї загиблих членів екіпажів кораблів Великої Британії, дозволялося нараховувати платню на померлих моряків та виплачувати їх вдовам, що було узаконено актом парламенту у 1760 році.
При цьому допустима кількість удовиних моряків на кораблі залежала від його розміру. Судна ділили на шість категорій: першій категорії (корабель 1-го рангу) дозволялося мати вісімнадцять «мертвих душ», а в шостій категорії (корабель 6-го рангу) — лише три. 25 жовтня 1790 року ці норми було зменшено на замовлення адміралтейства.
Існування такого роду соціальної гарантії було стимулом для чоловіків на вступ до служби в королівський військово-морський флот, а не в торговий. Військові моряки знали, що їхні родини будуть забезпечені, навіть якщо вони загинуть.
Ця норма була ліквідована в 1823 році.

## Особливості історичних досліджень
Фіктивні моряки в штатному розкладі можуть дещо заплутувати сучасних істориків. Наприклад, шлюп Discovery мав 153 члени команди в плаванні до П'юджет-Саунд, але вдовин моряк додавався до відомості, яка враховувала 154 особи. Як повідомлялося, 1738 року шлюп Wolf «звільнив» вдовиного моряка під час скорочення штату, але важко визначити, чи це була випадковість, чи спроба зберегти фінансування екіпажу.